# Toni Wolff
Antonia Anna Wolff, detta Toni (Zurigo, 18 settembre 1888 – Zurigo, 21 marzo 1953), è stata una psicologa svizzera.

## Biografia
Primogenita su tre figlie in una famiglia benestante di Zurigo, fu incoraggiata dai genitori a seguire i propri interessi creativi, dedicandosi a filosofia, mitologia e astrologia. Le fu comunque negato di iscriversi all'università, poiché il padre non trovava l'ambiente adatto a una ragazza, tuttavia lei seguì lo stesso dei corsi senza iscriversi.
Nel dicembre del 1909 il padre morì e Toni, che aveva allora 21 anni, entrò in depressione, recandosi poi da Carl Gustav Jung per curarsi. Grazie al suo acume, gli divenne intima e lo aiutò nelle ricerche, accompagnandolo con la moglie Emma a una conferenza a Weimar nel 1911. Durante il viaggio, e nei mesi successivi, Emma Jung ne divenne gelosa.  Toni Wolff e Jung divennero amanti dal 1913 fino alla morte di lei. Un sodalizio fisico intellettuale e spirituale durato ininterrottamente per quaranta anni. Più tardi, con grande sofferenza e fatica la moglie ne accettò la presenza accanto al marito.
Toni Wolff fu presidente onorario del "Psychology Club Zürich", fondato dallo stesso Jung nel 1916. Fu una psicologa junghiana, ma non scrisse molto. Una sua teoria degli archetipi femminili riguarda quattro figure principali: l'Amazzone, la Madre, l'Etera e la Medium.
Intorno ai 60 anni, nonostante fosse una psicoanalista abbastanza richiesta e attiva ebbe problemi sia economici che di salute. Morì improvvisamente il 21 marzo 1953, all'età di 64 anni.

## Opere
- Studien zu C. G. Jung's Psychologie (1959), a cura di Gianluca Piccinini, Introduzione alla psicologia di Jung, Bergamo: Moretti & Vitali, 1991 ISBN 88-7186-029-2
- Structural forms of the feminine psyche (trad. inglese di Paul Watzlawick). CG Jung Institute, 1956, qui
- Irene Champernowne (a cura di), A Memoir of Toni Wolff. San Francisco Jung Institute, 1980, qui.